# Taennchel
Der Taennchel (deutsch Tännchel) ist ein 992 m hoher Berg in den Vogesen im Elsass in Frankreich. Er liegt etwa 4 km nordwestlich von Ribeauvillé.
Das Taennchel-Massiv sitzt als mächtiger Buntsandsteinblock auf einem Sockel aus Granit. Es trennt das Strengbach- vom Lebertal. Seit 1983 gibt es in den Wäldern wieder Luchse.
Auf dem 6 km langen Gipfelgrat befinden sich neben mehreren interessanten Felsformationen (u. a. Rocher des Géants, Rocher du Crocodile) mit mutmaßlichen prähistorischen Kultstätten, vor allem die Reste der „Heidenmauer“ (Mur païen), einer 2,3 km langen Befestigungsanlage unbekannten Alters.
Der Taennchel ist ein beliebtes Ausflugsziel, das von Ribeauvillé, Thannenkirch, Lièpvre oder Sainte-Marie-aux-Mines aus erwandert werden kann.